# Sojuz TM-5
Sojuz TM-5 – radziecki załogowy lot kosmiczny, stanowiący piątą ekspedycję na stację kosmiczna Mir w ramach programu Interkosmos. Aleksandyr Aleksandrow został pierwszym Bułgarem na pokładzie radzieckiej stacji kosmicznej (misja Sojuz 33 nie zdołała zacumować do stacji Salut 6).

## Przebieg misji
Lot bułgarskiego kosmonauty w programie Interkosmos przebiegł według jawnego scenariusza. Aleksandr Aleksandrow
37-letni major lotnictwa, dziewięć lat wcześniej był rezerwowym innego kosmonauty  Georgija Iwanowa, któremu nie udało się zrealizować w całości programu lotu. W czasie pobytu na stacji kosmicznej Mir kosmonauta bułgarski przeprowadził czterdzieści doświadczeń, posługując się dziewięcioma urządzeniami przygotowanymi przez specjalistów z Bułgarii. Oprócz aparatury naukowo-badawczej, w tym przeznaczonej do teledetekcji, również żywność zabrana na pokład trzyosobowego Sojuza pochodziła z Bułgarii. Przygotowano ją w Centralnym Laboratorium Kriobiologii i Liofilizacji w Sofii. Powrót nastąpił 17 września 1988 roku w statku Sojuz TM-4.
Start misji przyspieszono o dwa tygodnie, aby poprawić warunki oświetleniowe dla eksperymentu astronomicznego Rożen. 5 września Władimir Lachow i Abdul Ahad Mohmand odłączyli się od stacji, odrzucili moduł orbitalny Sojuza i rozpoczęli przygotowania do wejścia w atmosferę nie wiedząc, że komputer pokładowy uruchomił oprogramowanie dokowania dla bułgarskiej misji z czerwca. Nie doszło do odpalenia w wyznaczonym czasie silników hamujących, gdyż podczerwony czujnik horyzontu nie mógł potwierdzić, że statek osiągnął właściwe położenie. Siedem minut po przewidzianym czasie czujnik poinformował o prawidłowym położeniu kapsuły i komputer pokładowy uruchomił silnik, lecz Lachow wyłączył go po trzech sekundach. Drugie odpalenie silnika trzy godziny później trwało tylko sześć sekund. Lachow natychmiast spróbował ręcznie sprowadzić statek z orbity, lecz komputer wyłączył silnik po 60 sekundach. Kosmonauci zostali zmuszeni do pozostania na orbicie przez kolejną dobę w ciasnym pomieszczeniu, z minimalnymi zapasami wody i żywności i bez żadnych instalacji sanitarnych. Nie byli w stanie powrócić na Mir, nawet gdyby posiadali dostateczne zapasy paliwa, gdyż system dokujący odrzucili wraz z modułem orbitalnym. Kapsuła powróciła ostatecznie na Ziemię 7 września. Od tej pory moduł orbitalny był odrzucany dopiero po udanym odpaleniu silników hamujących, tak jak to robiono podczas lotów kapsuł drugiej generacji.